# Katastrální území

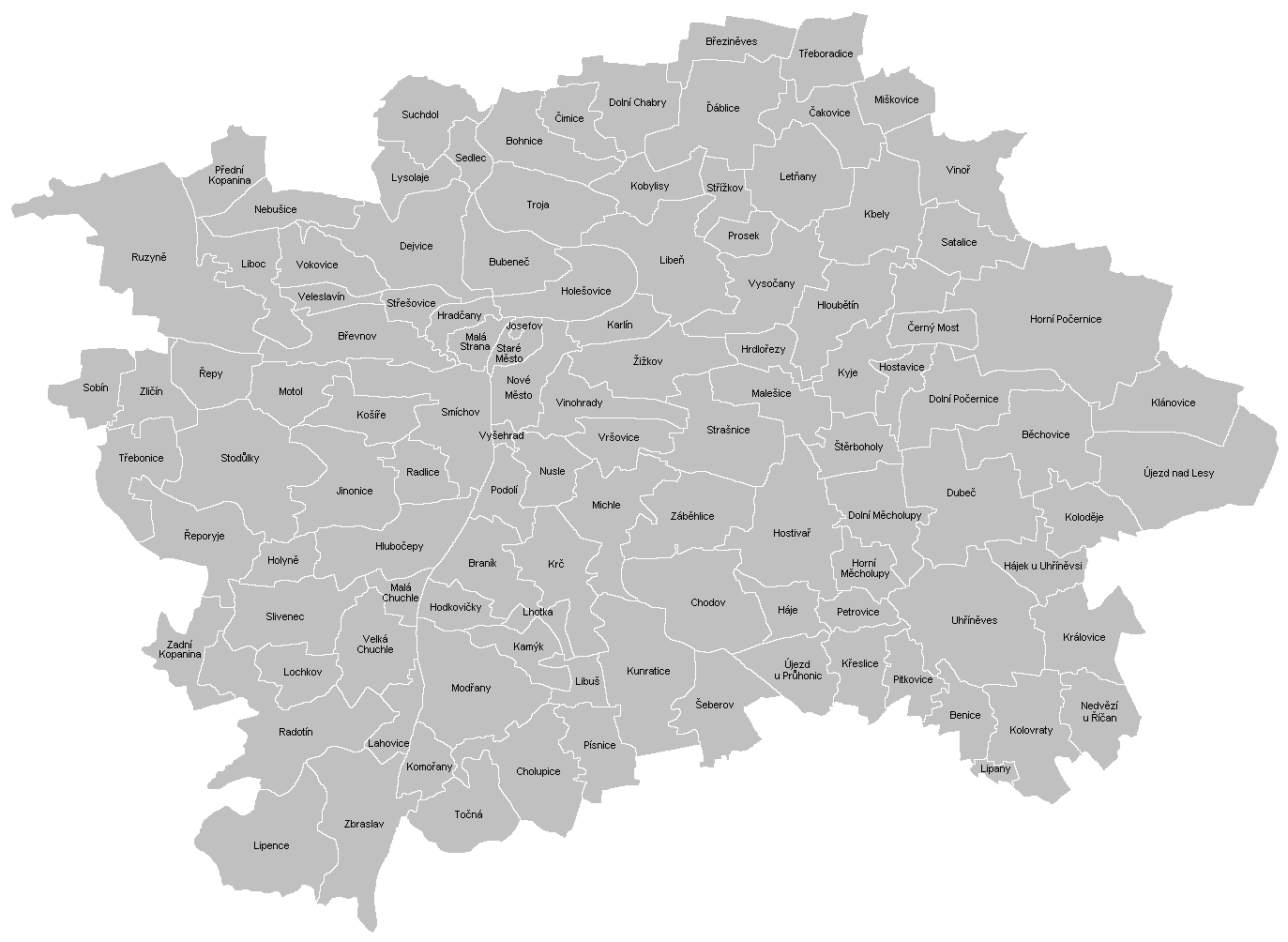
Katastrální území Prahy

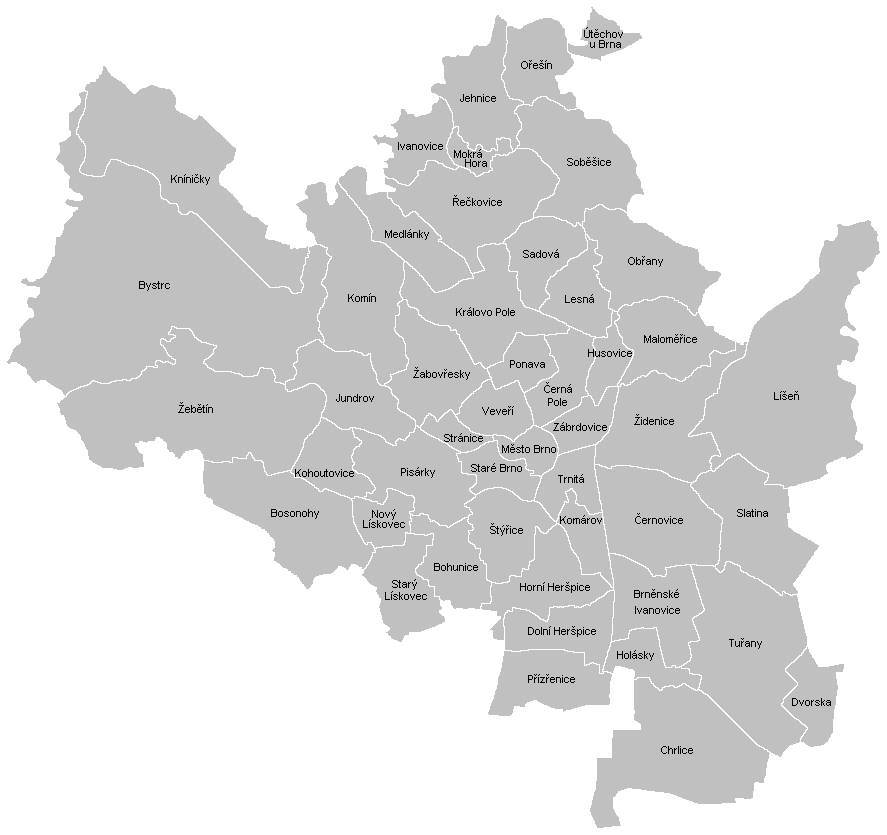
Katastrální území Brna

Katastrální území je typ územního a katastrálního členění používaný převážně v zemích na území bývalé Habsburské monarchie: V Česku, na Slovensku, v Rakousku, Slovinsku, Bosně a Hercegovině, Chorvatsku a Jižním Tyrolsku a také v Nizozemsku.

## Katastrální území v Česku
Katastrální území (k. ú.) je v České republice podle § 2 písm. h) katastrálního zákona č. 256/2013 Sb. „technická jednotka, kterou tvoří místopisně uzavřený a v katastru nemovitostí společně evidovaný soubor nemovitostí“. Obdobná definice platí i na Slovensku.
V rámci k. ú. jsou číslovány parcely v jedné nebo dvou číselných řadách. V rámci České republiky mají katastrální území jedinečná pojmenování, která zpravidla vycházejí z názvu obce, osady nebo městské části/obvodu. V mnoha případech se jejich názvy například rozlišujícími přívlastky od názvu správní jednotky (obce, městské části) odlišují. Katastrální území pokrývají celé území státu. Hranice a názvy katastrálních území určují místně příslušné katastrální úřady po projednání s obcemi nebo na jejich návrh. V Praze katastrální území ze zákona plní zároveň i funkci evidenčních částí obce, v ostatních obcích se s nimi často shodují, avšak nemusejí být vymezeny ani pojmenovány totožně a o jejich vymezení a názvech se rozhoduje jiným postupem.
Termín „územně technická jednotka“ (ÚTJ) se od pojmu „katastrální území“ liší, třebaže ve většině případů jsou k. ú. a ÚTJ totožné. Spadá-li však katastrální území do více městských částí, rozděluje se do příslušného počtu ÚTJ. ÚTJ byly poprvé zavedeny vyhláškou Federálního statistického úřadu a Federálního ministerstva pro technický rozvoj č. 120/1979 Sb., o prostorové identifikaci. Ve vojenských újezdech se katastr nemovitostí dosud (r. 2000) nevede, některá jejich katastrální území jsou také rozdělena na více ÚTJ. V dalších třech případech rozpor mezi ÚTJ a k. ú. přetrvával nedořešením změny území obcí.
Při osamostatnění České republiky k 1. 1. 1993 bylo na jejím území 13 047 katastrálních území. K 1. 1. 2000 bylo v České republice 13 078 katastrálních území a 13 196 územně technických jednotek, z toho 87 netvoří celé katastrální území. Na podzim roku 2007 je v České republice 13 037 katastrálních území.

### Označení katastrálního území v terénu

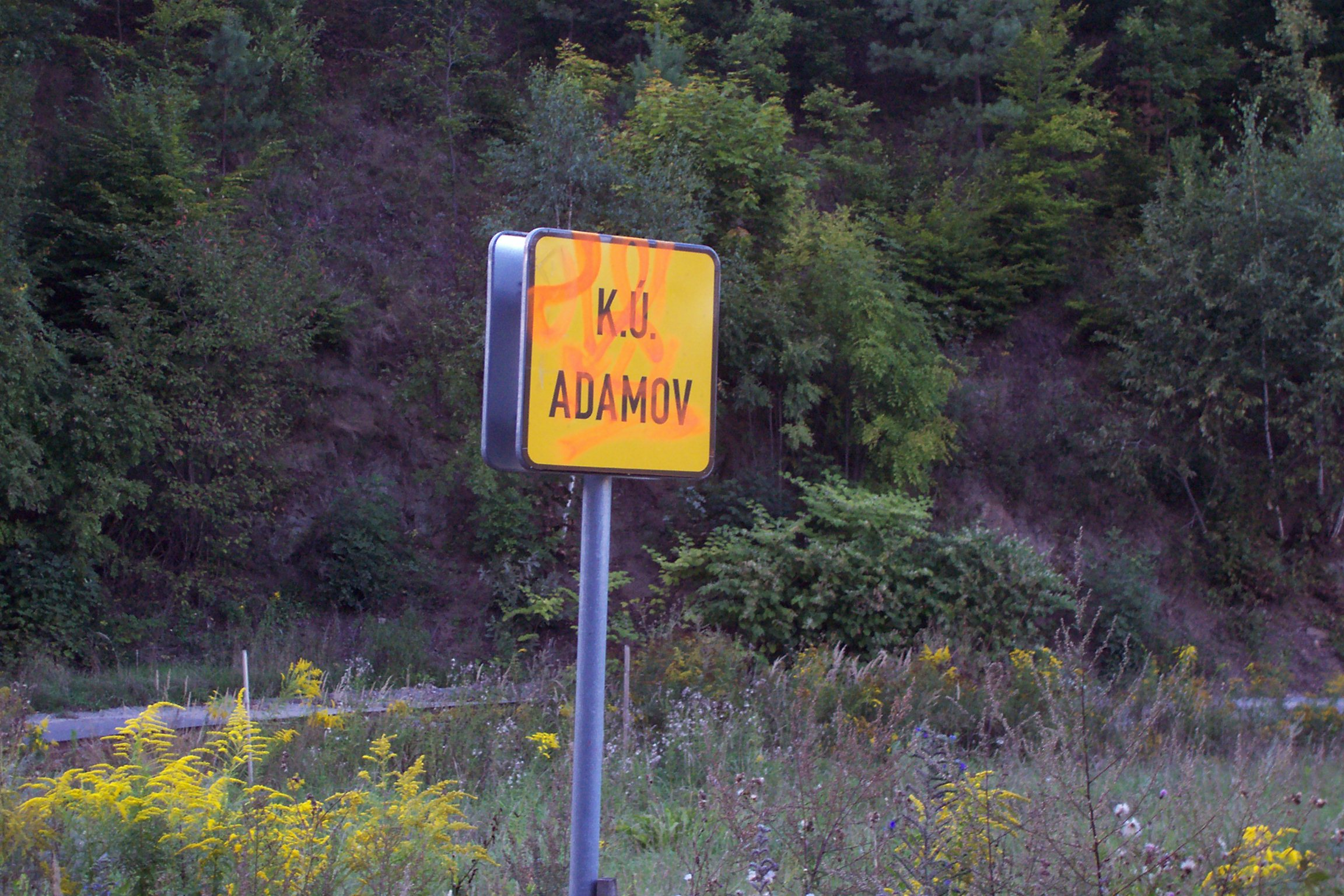
Silniční cedule na katastrální hranici města Adamova a obce Bílovice nad Svitavou

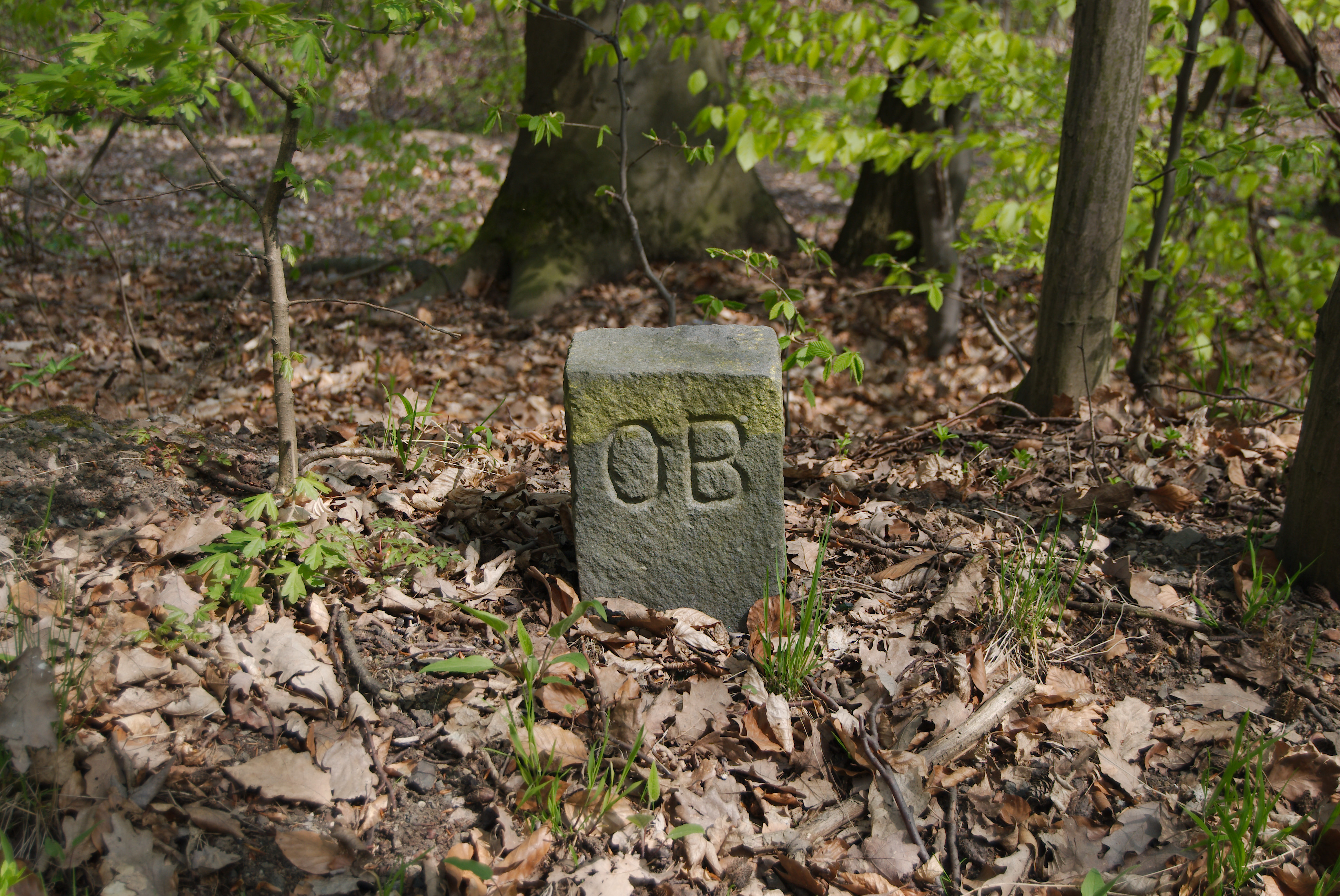
Hraniční kámen označující v terénu hranici mezi Bílovicemi nad Svitavou a Útěchovem

V terénu se hranice a názvy katastrálních území veřejně srozumitelným způsobem obvykle neoznačují. Existují však výjimky (viz fotografie).
V některých obcích je na tabulce s číslem popisným nebo na tabulce s názvem ulice tradičně uváděn název evidenční části obce, který v některých obcích, například v Praze, odpovídá i katastrálnímu členění. Obecně závazné právní předpisy (dříve vyhláška 97/1961 Sb., nyní 326/2000 Sb.) to nepožadují, zásady pro provedení tabulek však stanovují obce, a to jednotně pro celé své území.

### Zobrazení v mapách
Hranice katastrálních území jsou zobrazovány jako jedna z vrstev ve státních mapových dílech velkých a středních měřítek a jsou užívány jako základní podkladová vrstva pro geografické informační systémy.
Hranice katastrálních území bývají zakresleny i v některých mapách či plánech pro veřejnost. V tištěných plánech Prahy vzhledem ke čtyřem souběžným způsobům členění města kvůli přehlednosti zakreslovány nejsou, ale jsou jednou z vrstev elektronických map Prahy, dostupných na webu města a některých městských částí. Rovněž v územním plánu města Brna  jsou tyto hranice zakreslené.

## Vznik a vývoj
Na území tehdejších Čech, Moravy, tzv. rakouského Slezska, Rakousích pod Enží a několika dalších zemích vznikly jednotky územního katastru v roce 1789 při zavedení josefského katastru. Nejvyšší patent císaře Josefa II. zde dne 20. dubna 1785 o reformě pozemkové daně a vyměření půdy za základ vyměřování daní stanovil nikoli panství, ale technicky definovatelnou plochu katastrální obce (pozdějšího katastrálního území). Před 1. lednem 1928 se tyto jednotky označovaly jako katastrální obec (dodnes je tomu tak v Rakousku) a vztahovala se k nejmenší správní jednotce, obci. Obec v dnešním slova smyslu se naopak označovala jako místní obec (německy Ortsgemeinde). Postupně se správní členění od katastrálního čím dál více rozrůzňovalo, protože u katastrálního členění byla upřednostněna stabilita a u správního členění přizpůsobení vývoji území. Termín katastrální obec byl proto v Československu od 1. ledna 1928 zákonem č. 177/1927 Sb. z. a n., „o pozemkovém katastru a jeho vedení (Katastrální zákon)“ ze dne 16. prosince 1927 nahrazen pojmem katastrální území. V Rakousku se rozlišuje katastrální obec (ekvivalent termínu katastrální území) a místní obec (obec v českém slova smyslu).
Katastrální území mohou být v některých případech i zaniklá sídla, např. bývalá obec Kapličky v okrese Český Krumlov či Mušov v okrese Břeclav, někdy však po zániku obcí docházelo ke slučování katastrálních území do větších celků.
Každé katastrální území v Česku nebo na Slovensku je součástí jedné obce nebo vojenského újezdu. Obec nebo vojenský újezd podle zákona smí být tvořeny jedním nebo více celými katastrálními územími. Pokud je k správnímu území obce připojena (delimitována) část zástavby z území sousední obce, která netvoří celé k. ú., musí být současně provedena i změna hranic katastrálních území.
I většina samosprávných městských částí/obvodů statutárních měst je tvořena jedním nebo více celými katastrálními územími. V řadě případů je zde však třeba i několik katastrálních území rozděleno mezi více městských částí. V takových případech se katastrální území rozděluje podle příslušného počtu ÚTJ. V Praze se správní členění od katastrálního začalo rozrůzňovat v roce 1947 a zejména v centrální části Prahy se zásadně rozešly v roce 1949 a znovu v roce 1960. Například Vinohrady jsou rozděleny do pěti ÚTJ, k. ú. Nusle se skládá z ÚTJ Nusle 2 a Nusle 4 atd. Ve statutárních městech a hlavním městě Praze je proto celkem o 50 ÚTJ více než k. ú. (navíc je 30 ÚTJ v Praze, 2 v Plzni, 6 v Ústí nad Labem, 3 v Pardubicích, 16 v Brně, 2 v Havířově, 2 v Opavě, 4 v Ostravě).

### Vznik a zánik
Katastrální území jsou podle potřeby zřizována i rušena, například vojenský újezd Brdy měl původně 37 katastrálních území, která byla později sloučena do pěti. Před zrušením újezdu bylo území nově rozděleno na 27 katastrálních území, která připadla jednotlivým obcím.
V roce 2000 zbývaly ještě tři[zdroj?] nedořešené rozdíly mezi k. ú. a ÚTJ, pocházející z roku 1990: V okrese České Budějovice obec a ÚTJ Strýčice byly evidovány v k. ú. obce Radošovice. Další dva případy se týkaly okresu Písek: ÚTJ Obora u Radobytec v obci Cerhonice byla vedena jako součást obce Mirotice, ÚTJ Třešně v obci Záhoří byla vedena jako součást obce Dolní Novosedly. Příbramské části Jesenice a Jerusalem (od 1. února 2018 vyčleněno jako samostatné katastrální území) byly v katastrálním území Háje u Příbramě stejně jako obec Háje, zaujímající zbytek tohoto katastrálního území.

## Termíny označující katastrální území v jiných státech
- Chorvatsko: Katastarska općina
- Itálie (Jižní Tyrolsko): Comune catastale
- Německo: Gemarkung
- Nizozemsko: Kadastrale gemeente
- Polsko: Obręb ewidencyjny (dříve v rakouské části Polska Gmina katastralna)
- Rakousko: Katastralgemeinde
- Slovensko: Katastrálne územie
- Slovinsko: Katastrska občina
- Švýcarsko: Gemarchen